# Simão Gonçalves da Costa
Simão Gonçalves da Costa (ca. 1480 — Abril ou Maio de 1533, Santa Cruz do Cabo de Gué) foi um nobre Português. Exerceu o cargo de governador da Fortaleza de Santa Cruz do Cabo de Gué.

## Biografia
Segundo o autor anónimo da Crónica de Santa Cruz, era cunhado de D. Francisco de Castro, capitão a quem sucedeu: "seu cunhado (...) irmão de sua molher".
Foi feito capitão da fortaleza por seu cunhado quando este partiu "cheo d'ouro e riquezas" para Portugal, entre 1521 e 1524. Governou por pouco tempo, uma vez que João III de Portugal enviou para capitanear a fortaleza a António Leitão de Gambôa.
Em 1529 encontramo-lo em Tavira, onde recebeu ordens do rei, que o enviou para Santa Cruz, onde muitos cristãos sob o comando de Luís Sacoto, governador que sucedera a António Leitão de Gambôa após o assassinato deste, tinham sido mortos.
Desembarcou em Santa Cruz em 7 de agosto de 1529, e "forão logo todos os cavaleiros a recebe-lo com muito prazer e alegria, porque fora já seu capitão". Encontrou a fortaleza cheia de dissensões, enquanto quatrocentas lanças do Xarife estavam estabelecidas ao redor da vila.. Luís Sacoto encontrava-se ausente em missão, e parece que estava a vencer o alcaide Ambre Mansour, mas sabendo da notícia da vinda de Simão Gonçalves, deixou os mouros e retornou a Santa Cruz "muito sentido e anoiado".
O novo governador mandou logo "lançar ferros nos peis a Luis Caçoto, e prende-o em sua caza, e mandou-lhe se embarcasse naquella caravela em que elle viera, porque assy lho mandara el-Rey"..
Simão Gonçalves fez muita guerra aos mouros, e com sucesso. Teve ocasião de recolher muitos mouros e mouras em fuga, nas dependências da fortaleza, o que eventualmente veio a custar-lhe a vida.
Narra o cronista que alguns desses mouros, fingindo estar em fuga, preparavam dessa maneira uma armadilha contra a fortaleza, em conluio com o Xarife Maomé Axeique, ou Amade Alaraje.
Em um dia de abril ou maio de 1533, "sendo ao meo dia para a huma hora que todos dormião a çesta obrigados do Capitão, tanto que virão o capitão dormir, sairão-sse pella villa a folgar, que erão mancebos". Quando os mouros virão que o castelo estava vazio, com apenas o capitão a dormir, conseguiram entrar, fechar-lhe as portas, e matá-lo. Depois disso deviam prevenir o Xerife que estava perto dos muros escondido, com 12.000 homens, e abrir-lhe as portas da villa.
Mas uma muher tinha-se apercebido que os mouros tinham-se fechado no castelo e preveniu os outros portugueses que vieram para abrir as portas com um machado. Durante esse tempo os mouros como não puderam recuperar as chaves da vila, lançaram cordas para que os assaltantes subissem ao castelo. Quando os os portugueses entraram, conseguiram vencê-los, e bombardeando os arredores do castelo meteram em fuga os milhares de inimigos. Mas quando já estavam a festejar a vitória, um homem "velho que levava o murrão açezo", aproximou-se dos barris de pólvora, "e descudado do murrão, abaixou-sse  a tomar polvora, e o murrão pegou nella e daquella deu no barril, e do barril nos outros, alevantando a soteya, e parte do cubelinho e o muro e deu con tudo no chão; e os homens hyão pelo ar bradando por Nosso Senhor e por Nossa senhora.
A sorte nessa desventura foi que os muros caíram para dentro sem entulhar a cava, e a torre de menagem não se desmoronou. A muralha da fortaleza ficou aberta quase até ao chão, mas o grande fumo que a explosão ocasionou foi levado pelo vento para os mouros, de maneira que estes não se aperceberam do sucedido, e quando duas horas mais tarde o fumo desapareceu, já os portugueses sobreviventes tinham preenchido parte do buraco com "pedras e páos e banquos e cadeiras e mezas e caliça e pipas cheas de caliça e terra".
Quando os mouros voltaram, mataram muitos cristãos, mas estes protegidos por colchões, continuaram a trabalhar, e durante a noite também, com as mulheres e as crianças, e "com páos e tavoas e pedras e emtulho e pipas cheas d'entulho fizerão hum muro muito forte e grosso e tão alto quasi como era dantes". "E antes que amanhecesse, lançarão dous homens com cal e pinseis e apinselarão todo o muro por fora, que parecesse feito de pedra e cal como parecia pella manhã". Assim enganaram os mouros, que atribuíram o feito a uma bruxaria e foram-se desiludidos, enquanto "não ficavão quarenta homens que pudessem pelejar".
Após esses acontecimentos, houve dissensões entre o adail e o contador para saber quem seria o capitão, antes de o rei mandar outro governador. A crónica diz que foi eleito o adail (provavelmente um certo António Rodrigues de Parada), mas todas a ordens a partir dessa data até à chegado de Simão Gonçalves da Câmara, que foi proclamado novo Governador da praça,, são assinadas pelo contador Domingos Lopes Barreto.
Acerca do caráter de Simão Gonçalves, a crónica informa que "era manso, e recolhido e discreto e bem giusto, amigo de todos e honrava-os muito e fazia boas cousas na guerra e bem atentadas, que isto tinha que era sagas e bem entendido na guerra".